# Endopsylla
Endopsylla is een muggengeslacht uit de familie van de galmuggen (Cecidomyiidae).

## Soorten
- E. agilis De Meijere, 1907
- E. endogena (Kieffer, 1907)